# Michael Allen (golfista)
Michael Louis Allen (nascido em 31 de janeiro de 1959) é um jogador profissional estadunidense de golfe que atualmente disputa o PGA Tour Champions. Allen nasceu em San Mateo, Califórnia e jogou golfe universitário na Universidade de Nevada em Reno. Tornou-se profissional em 1984 e jogou no European Tour entre 1986 e 1989 e ainda em 1992, vencendo o Aberto da Escócia, em 1989.